# 성 브릭시오 축일의 학살
성 브릭시오 축일의 학살(영어: St. Brice's Day massacre)은 1002년 11월 13일 금요일 앵글인의 왕 애설레드 2세의 명령으로 잉글랜드 왕국의 데인인들이 학살된 사건이다. 데인인들의 후예인 덴마크에서는 데인인 학살(덴마크어: Danemordet)이라고 한다.
기록에 따르면 애설레드 2세는 잉글랜드에 사는 모든 데인인들을 죽이라고 명령했다. 여기에 대한 구체적인 물증은 발견된 적이 없었으나, 2008년 옥스퍼드 대학교 세인트존스 칼리지에서 16세-25세 사이의 남성 유골 24-38구가 발굴된 것이 이 학살의 피해자들 중 일부로 추측된다.
브릭시오란 5세기의 투르 주교 브릭티우스를 의미한다.

## 같이 보기
- 크누트가